# Turt
Turt (Cicerbita) er en slægt med ca. 25 arter, der er udbredt i Nordafrika, Mellemøsten, Kaukasus, Himalaya og det meste af Europa. Det er én-, to- eller flerårige urter, der danner en kraftig jordstængel, og som indeholder mælkesaft. Stænglerne er behårede og udgår fra jordoverfladen, og de er kun forgrenede i den endestillede blomsterstand. De nederste blade er store og fjerdelte med trekantede endelapper og tandet bladrand. Blomsterne er samlet i kurve, som igen er samlet klaser eller aks. De enkelte blomster i kurvene er 5-tallige og regelmæssige med hvide, gule eller blå kronblade. Frugterne er nødder med fnok.
| Beskrevne arter |

- Almindelig turt (Cicerbita alpina)
- Kæmpesalat (Cicerbita macrophylla)
- Alpeturt (Cicerbita plumieri)[1]

| Andre arter |

- Cicerbita bourgaei - Tyrkiet og Kaukasus
- Cicerbita cyanea - Himalaya
- Cicerbita lessertiana - Indien
- Cicerbita macrantha - Nordindien, Nepal, Bhutan, Tibet og Sichuan
- Cicerbita macrorrhiza - Den sydligste del af den Russiske Føderation og Kaukasus
- Cicerbita muralis- Den sydligste del af den Russiske Føderation, Kaukasus og det meste af Europa
- Cicerbita prenanthoides - Den sydligste del af den Russiske Føderation og Kaukasus
- Cicerbita sonchifolia - Tyrkiet, Grækenland og Balkanlandene[1]

## Note
1. 1 2  
GRIN: Cicerbita (engelsk)